# Stari Bračin
Stari Bračin (en serbe cyrillique : Стари Брачин) est un village de Serbie situé dans la municipalité de Ražanj, district de Nišava. Au recensement de 2011, il comptait 298 habitants.

## Démographie
| 1948 | 1953 | 1961 | 1971 | 1981 | 1991 | 2002 | 2011 |
| ---- | ---- | ---- | ---- | ---- | ---- | ---- | ---- |
| 702  | 745  | 706  | 621  | 561  | 445  | 371  | 298  |

|  |